# Arquidiócesis de Saint-Boniface
La arquidiócesis de Saint-Boniface (en latín: Archidioecesis Sancti Bonifacii, en francés: Archidiocèse de Saint-Boniface y en inglés: Roman Catholic Archdiocese of Saint Boniface) es una circunscripción eclesiástica latina de la Iglesia católica en Canadá, sede metropolitana de la provincia eclesiástica de Saint-Boniface. La arquidiócesis tiene al arzobispo Albert LeGatt como su ordinario desde el 3 de julio de 2009. 

## Territorio y organización

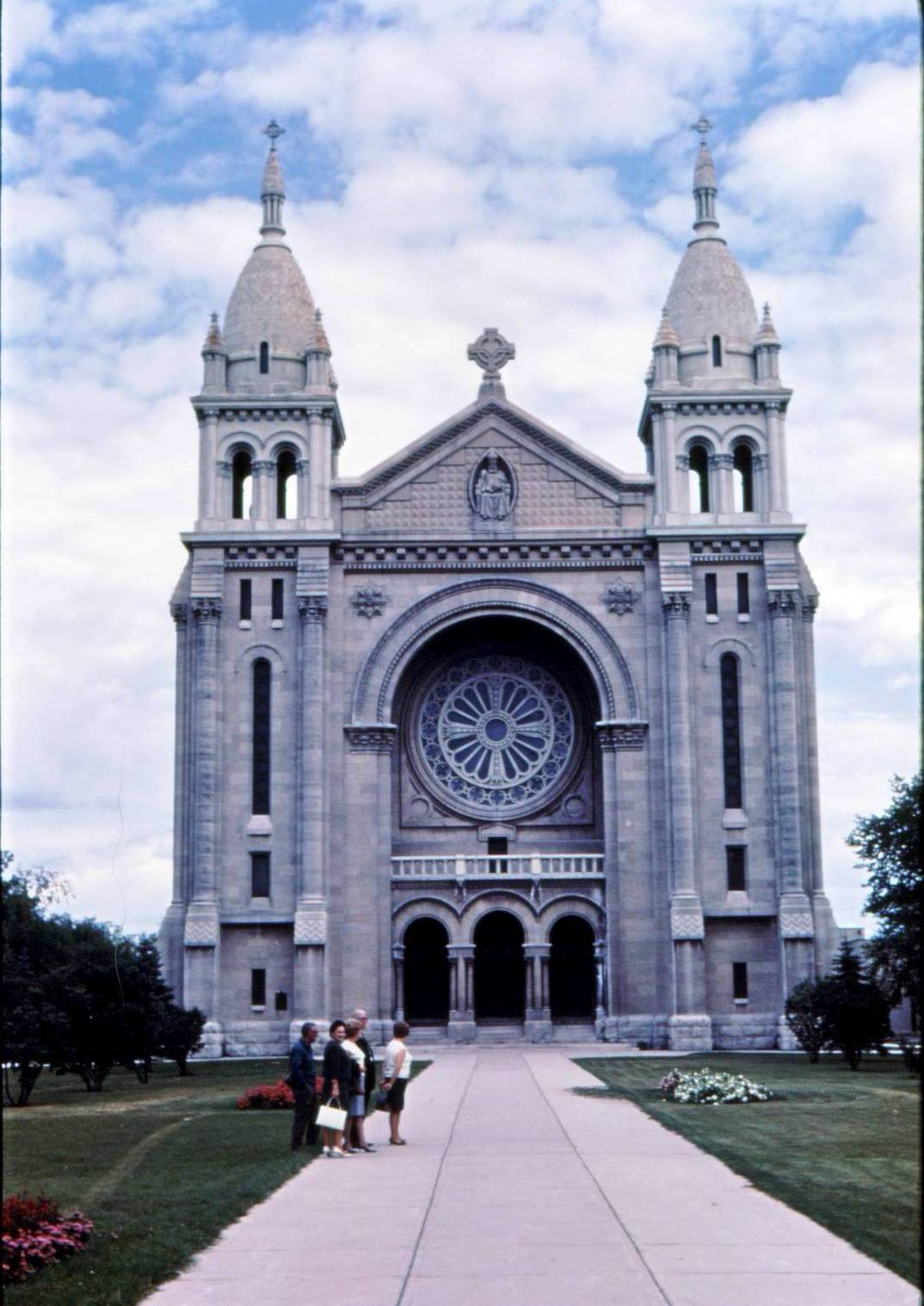
Antigua catedral de San Bonifacio

La arquidiócesis tiene 38 200 km² y extiende su jurisdicción sobre los fieles católicos de rito latino residentes en parte de la Manitoba.
La sede de la arquidiócesis se encuentra Saint-Boniface, el distrito francófono de la ciudad de Winnipeg, en donde se halla la Catedral de San Bonifacio.
En 2020 en la arquidiócesis existían 86 parroquias, incluyendo parroquias que utilizan los idiomas inglés, francés, español, polaco, coreano, vietnamita y chino mandarín.
La arquidiócesis no tiene sufragáneas.

## Historia
En 1818, el obispo de Quebec, Joseph-Octave Plessis, recibió una petición firmada por un grupo de católicos de la Colonia del Red River en Manitoba para establecer una misión permanente en esas tierras. La elección del arzobispo recayó en Joseph Norbert Provencher, en otro joven sacerdote, Sévère Dumoulin, y en un seminarista, William Edge. Los misioneros partieron el 19 de mayo y llegaron a su destino el 16 de julio siguiente. Su misión era doble: asistir a los católicos residentes, principalmente irlandeses y escoceses; evangelizar y convertir a los nativos americanos, respetando sus costumbres y tradiciones.
Originalmente, la misión incluía, al menos en teoría, toda la tierra que la Compañía de la Bahía de Hudson le había otorgado a Thomas Douglas en 1811. Era un territorio inmenso de 116 000 millas cuadradas, que consistía en la parte sur de Manitoba y partes de Saskatchewan, Ontario, Dakota y Minesota.
El 1 de febrero de 1820, Provencher fue nombrado vicario general de Quebec y obispo auxiliar de Plessis, encargado especialmente de la misión del Red River.
En 1831 la Colonia del Red River estaba compuesta por 2390 personas, incluidas unas 262 familias católicas y 198 protestantes. Las misiones católicas se desarrollaron a lo largo del río Rojo y del Assiniboine, e incluyeron comunidades de blancos, mestizos y amerindios. En marzo de 1843 había 2798 católicos, de los cuales 571 eran familias mixtas o amerindias, 152 canadienses, 110 de origen escocés y 22 ingleses.
El vicariato apostólico de la Bahía de Hudson y la Bahía de James fue erigido el 16 de abril de 1844 con el breve Ex debito del papa Gregorio XVI, obteniendo el territorio de la arquidiócesis de Quebec.
En el verano de 1845 llegaron a Manitoba los primeros Misioneros Oblatos de María Inmaculada, Pierre Aubert y Alexandre Antonin Taché.
El 4 de junio de 1847 el vicariato apostólico fue elevado a diócesis, con el nombre de diócesis del Noroeste, en virtud de la breve Universi Domini gregis del papa Pío IX, sufragánea de la arquidiócesis de Quebec. El nombre, considerado demasiado vago, fue cambiado a diócesis de Saint-Boniface en 1851.
El 8 de abril de 1862 cedió una parte de su territorio para la erección del vicariato apostólico de Athabaska-Mackenzie (hoy arquidiócesis de Grouard-McLennan).
El 22 de septiembre de 1871 cedió otra porción de territorio para la erección de la diócesis de Saint Albert (hoy arquidiócesis de Edmonton) y al mismo tiempo fue elevada al rango de arquidiócesis metropolitana con el breve Quod venerabilis fratres de papa Pío IX. Originalmente, la provincia eclesiástica de Saint-Boniface incluía la diócesis de Saint Albert y los vicariatos apostólicos de Columbia Británica (hoy arquidiócesis de Vancouver) y Athabaska-Mackenzie (hoy arquidiócesis de Grouard-McLennan); en 1891 se añadió el vicariato apostólico de Saskatchewan (hoy diócesis de Prince Albert).
El 11 de julio de 1882 cedió una porción de territorio para la erección del vicariato apostólico de Pontiac (hoy diócesis de Pembroke) mediante el breve Silvicolarum praesertim del papa León XIII.
El 4 de marzo de 1910 cedió una porción de territorio para la erección de la diócesis de Regina (hoy arquidiócesis de Regina).
El 4 de diciembre de 1915 cedió una porción de territorio para la erección de la arquidiócesis de Winnipeg mediante la bula Inter praecipuas del papa Benedicto XV. Simultáneamente con la elevación de la diócesis de Regina al rango de sede metropolitana y la erección de la sede metropolitana de Winnipeg, Saint-Boniface perdió todas sus diócesis sufragáneas, manteniendo las prerrogativas de una arquidiócesis metropolitana.
El 29 de abril de 1952 cedió otra porción de territorio para la erección de la diócesis de Fort William (hoy diócesis de Thunder Bay) mediante la bula Cotidiano prope del papa Pío XII.
La catedral de San Bonifacio tiene una fachada singular, ya que un incendio en 1968 la destruyó. En 1972 se construyó una nueva catedral detrás de la fachada de 1906 y como la vidriera del rosetón central había sido destruida, la restauración transformó el rosetón en una abertura circular original.

## Estadísticas
De acuerdo al Anuario Pontificio 2021 la arquidiócesis tenía a fines de 2020 un total de 117 570 fieles bautizados.
| Año                                                                             | Población            | Población | Población      | Sacerdotes | Sacerdotes    | Sacerdotes    | Bautizados por sacerdote | Diáconos permanentes | Religiosos | Religiosos | Parroquias |
| Año                                                                             | Bautizados católicos | Total     | % de católicos | Total      | Clero secular | Clero regular | Bautizados por sacerdote | Diáconos permanentes | Varones    | Mujeres    | Parroquias |
| ------------------------------------------------------------------------------- | -------------------- | --------- | -------------- | ---------- | ------------- | ------------- | ------------------------ | -------------------- | ---------- | ---------- | ---------- |
| 1950                                                                            | 65 085               | 297 000   | 21.9           | 212        | 84            | 128           | 307                      |                      | 199        | 715        | 80         |
| 1966                                                                            | 71 176               | 293 428   | 24.3           | 229        | 116           | 113           | 310                      |                      | 181        | 692        | 69         |
| 1968                                                                            | 78 367               | 300 000   | 26.1           | 172        | 93            | 79            | 455                      |                      | 134        | 687        | 60         |
| 1976                                                                            | 77 771               | 303 708   | 25.6           | 140        | 77            | 63            | 555                      |                      | 104        | 666        | 70         |
| 1980                                                                            | 80 700               | 353 000   | 22.9           | 157        | 80            | 77            | 514                      | 4                    | 116        | 605        | 72         |
| 1990                                                                            | 82 000               | 373 000   | 22.0           | 146        | 76            | 70            | 561                      | 9                    | 110        | 478        | 70         |
| 1999                                                                            | 101 920              | 365 000   | 27.9           | 119        | 65            | 54            | 856                      | 13                   | 64         | 402        | 77         |
| 2000                                                                            | 101 920              | 365 000   | 27.9           | 121        | 65            | 56            | 842                      | 14                   | 69         | 342        | 78         |
| 2001                                                                            | 101 920              | 365 000   | 27.9           | 125        | 65            | 60            | 815                      | 13                   | 73         | 329        | 78         |
| 2002                                                                            | 101 920              | 365 000   | 27.9           | 121        | 68            | 53            | 842                      | 13                   | 64         | 330        | 78         |
| 2003                                                                            | 102 000              | 365 000   | 27.9           | 118        | 70            | 48            | 864                      | 12                   | 61         | 329        | 76         |
| 2004                                                                            | 113 495              | 416 689   | 27.2           | 114        | 66            | 48            | 995                      | 11                   | 86         | 280        | 76         |
| 2010                                                                            | 113 495              | 445 000   | 25.5           | 131        | 83            | 48            | 866                      | 20                   | 60         | 230        | 77         |
| 2014                                                                            | 123 936              | 545 730   | 22.7           | 110        | 73            | 37            | 1126                     | 23                   | 45         | 221        | 89         |
| 2017                                                                            | 123 890              | 545 570   | 22.7           | 86         | 58            | 28            | 1440                     | 18                   | 40         | 170        | 86         |
| 2020                                                                            | 117 570              | 482 948   | 24.3           | 68         | 65            | 3             | 1728                     | 23                   | 21         | 154        | 86         |
| Fuente: Catholic-Hierarchy, que a su vez toma los datos del Anuario Pontificio. |                      |           |                |            |               |               |                          |                      |            |            |            |

## Episcopologio
- Joseph Norbert Provencher † (16 de abril de 1844-7 de junio de 1853 falleció)
- Alexandre Antonin Taché, O.M.I. † (7 de junio de 1853 por sucesión-22 de junio de 1894 falleció)
- Louis Philip Adélard Langevin, O.M.I. † (8 de enero de 1895-15 de junio de 1915 falleció)
- Arthur Béliveau † (9 de noviembre de 1915-14 de septiembre de 1955 falleció)
- Maurice Baudoux † (14 de septiembre de 1955 por sucesión-7 de septiembre de 1974 renunció)
- Antoine Hacault † (7 de septiembre de 1974 por sucesión-13 de abril de 2000 falleció)
- Émilius Goulet, P.S.S. (23 de junio de 2001-3 de julio de 2009 retirado)
- Albert LeGatt, desde el 3 de julio de 2009